# Uwe Reich
Uwe Reich (* 22. September 1940) ist ein deutscher Automobilrennfahrer.

## Karriere
Uwe Reich begann 1967 mit Gleichmäßigkeitsprüfungen und Bergrennen im Motorsport. Auf der Nürburgring-Nordschleife ging er in dieser Zeit unter anderem mit Rallyemeister Peter Dieckmann auf einer Alfa Romeo Giulia Super 1600 an den Start. Als im Jahr 1970 das erste offizielle ADAC 24-Stunden-Rennen ausgeschrieben wurde, nahm er zusammen mit Manfred Herbertz auf einem Ford Capri Gruppe 2 teil, erreichte aber nicht das Ziel. 1974 startete Reich in der Deutschen Rennsport-Meisterschaft. 1979 fuhr er in der Deutschen Formel 3 und belegte Platz 21 in der Gesamtwertung. 1980 fuhr er in der World Challenge for Endurance Drivers und wieder in der Deutschen Rennsport-Meisterschaft, in der er auch 1981 am Start war. Außerdem fuhr er 1981 im Renault 5 Turbo Eurocup. 1984 und 1985 startete er in der Sportwagen-Weltmeisterschaft. 1987 fuhr er im Renault 5 Cup Deutschland und fuhr bei drei Läufen in der DTM mit einem Ford Sierra und belegte Platz 36 in der Gesamtwertung. Auch 1988 fuhr er im Deutschen Renault 5 Cup. 1999–2000 startete er im Citroen Saxo Cup. 2001 und 2003 war er bei historischen Rennveranstaltungen dabei. 2003 und 2004 startete er im Alfa Romeo 147 Cup Deutschland und belegte 2004 Gesamtrang 15. Seit 2005 war er in der Deutschen Produktionswagenmeisterschaft, die ab 2006 ADAC PROCAR heißt am Start. Er fuhr durchgehend in der Division 3, die er 2008 gewinnen konnte. 2009 war seine letzte Saison in dieser Serie. Danach nahm er an den Rennen der Youngtimer Trophy teil, wo er sich einen Audi 50 des Team KWL Motorsport mit seinem Sohn Marc-Uwe von Niesewand teilte. Außerdem startete er von 1970 bis 2012 durchgehend 40 Mal bei allen 24-Stunden-Rennen am Nürburgring. Im Frühjahr 2017 gab Uwe Reich das Ende seiner Karriere im Motorsport bekannt.

## Sonstiges
Uwe Reich arbeitet in Solingen als Steuerberater. Sein Sohn Marc-Uwe von Niesewand ist ebenfalls im Motorsport aktiv.

## Karrierestationen
- 1974: Deutsche Rennsport-Meisterschaft
- 1979: Deutsche Formel 3 (Platz 21)
- 1980: World Challenge for Endurance Drivers
- 1980: Deutsche Rennsport-Meisterschaft
- 1981: Deutsche Rennsport-Meisterschaft
- 1981: Renault 5 Turbo Eurocup
- 1984: Sportwagen-Weltmeisterschaft
- 1985: Sportwagen-Weltmeisterschaft
- 1987: Renault 5 Cup Deutschland
- 1987: Deutsche Tourenwagen-Meisterschaft (Platz 36)
- 1988: Renault 5 Cup Deutschland
- 1999: Citroen Saxo Cup
- 2000: Citroen Saxo Cup
- 2001: Histo-Cup Austria – Gruppe H (Platz 11)
- 2002: 24-Stunden-Rennen auf dem Nürburgring – A7 (Platz 11)
- 2003: HARC Youngtimer Trophy – Klasse E (Platz 1)
- 2003: Alfa 147 Cup
- 2004: Alfa 147 Cup (Platz 15)
- 2005: Deutsche Produktionswagenmeisterschaft – Diesel (Platz 4)
- 2006: ADAC PROCAR – Division III (Platz 5)
- 2007: ADAC PROCAR – Division III (Platz 2)
- 2008: ADAC PROCAR – Division III (Platz 1)
- 2008: 24-Stunden-Rennen auf dem Nürburgring – SP3
- 2009: ADAC PROCAR – Division III (Platz 7)